# Синие (организованная преступная группировка)
ОПГ «Синие» — организованная преступная группировка, одна из самых мощных ОПГ Екатеринбурга и Свердловской области начала 1990-х годов.

## История группировки
ОПГ «Синие» возникла в конце 1980-х годов. Она состояла из классических уголовников, которые не собирались участвовать в разделе сфер влияния с другими группировками. «Синие», получившие своё название из-за наличия татуировок на теле, также были против участия в бизнесе и какого-либо сотрудничества с властями.
Лидерами «Синих» были Андрей Анатольевич Трофимов (вор в законе «Трофа»), Теймури Сулиманович Мирзоев (вор в законе «Тимур Свердловский»), Новруз Мусиб-оглы Аббасов (вор в законе «Заур»), Каро-оглы Джамалович Мамедов (вор в законе «Каро»).
В начале 1990-х годов в Екатеринбурге самыми мощными ОПГ были три группировки — «Синие», «Центровые» и «Уралмашевские». Они враждовали между собой, нередко между ними происходили «разборки» с применением насилия. В конечном итоге в этом противостоянии, длившемся несколько лет, фактически одержала победу Уралмашевская ОПГ.
Из этих трёх ОПГ «Синие» были наиболее криминальным сообществом — они совершали преступления в основном общеуголовной направленности. Однако со временем «синие» стали всё более активно участвовать в экономической деятельности. «Синие» занимались организацией мошенничеств, незаконным оборотом спирта, изготовлением и реализацией фальсифицированных спиртных напитков, реализацией похищенного автотранспорта и иного имущества.
Группировка контролировала некоторые вещевые рынки, ряд коммерческих структур, получала доход от оборота спиртного, наркотиков, другой нелегальной деятельности. Территориально зона влияния «синих» не была локализована, они действовали практически во всех районах области, в основном на окраинах городов и посёлков Свердловской области. Из крупных городов наиболее активно «синие» действовали в Нижнем Тагиле и городах, где расположены ИТУ, на обстановку в которых воры в законе традиционно оказывают влияние. При этом использовались коррумпированные связи в органах власти и управления, правоохранительных органах, учреждениях ГУИН МЮ России.
В то время в Свердловской области действовали этнические преступные группировки выходцев из Северокавказского региона России, Закавказья и Средней Азии. Эти группировки в основном находились под контролем ОПГ «Синие».
В июле 2013 года на контрольно-пропускном пункте границы Словении и Хорватии был задержан один из лидеров группировки — Виктор Калин по прозвищу Джигит, объявленный в международный розыск по подозрению в совершении покушения на убийство в Сысертском районе. В Екатеринбурге он был «смотрящим» за овощебазой №4 и помогал контролировать эту точку людям заместителя главы Екатеринбурга Виктора Контеева, которому были предъявлены обвинения в организации ряда убийств в Курганской области и захвате овощебазы.
11 июня 2014 года Виктор Контеев был приговорен Курганским областным судом к 18 годам заключения в колонии строгого режима со штрафом в 500 тысяч рублей. Бывший вице-мэр был признан виновным в вымогательстве, получении взятки и подстрекательстве к убийствам. Сам Контеев свою вину отрицал.